# Lampona flavipes
Lampona flavipes là một loài nhện trong họ Lamponidae. Loài này được phát hiện ở het midden en oosten van Australië.